# 3779 Kieffer
A 3779 Kieffer (ideiglenes jelöléssel 1985 JV1) a Naprendszer kisbolygóövében található aszteroida. Carolyn Shoemaker fedezte fel 1985. május 13-án.